# Pseudemoia
Pseudemoia es un género de lagartos perteneciente a la familia Scincidae. Son endémicos de Australia.

## Especies
Según The Reptile Database:
- Pseudemoia baudini (Greer, 1982)
- Pseudemoia cryodroma Hutchinson & Donnellan, 1992
- Pseudemoia entrecasteauxii (Duméril & Bibron, 1839)
- Pseudemoia pagenstecheri (Lindholm, 1901)
- Pseudemoia rawlinsoni (Hutchinson & Donnellan, 1988)
- Pseudemoia spenceri (Lucas & Frost, 1894)